# Cecilienhof
Das Schloss Cecilienhof wurde in den Jahren 1913–1917 nach Plänen des Architekten Paul Schultze-Naumburg im englischen Tudorstil erbaut. Es liegt im nördlichen Teil des Neuen Gartens in Potsdam, unweit vom Ufer des Jungfernsees. Der letzte Schlossbau der Hohenzollern wurde unter Kaiser Wilhelm II. als Residenz für seinen Sohn Kronprinz Wilhelm und dessen Gemahlin Cecilie aus dem Haus Mecklenburg-Schwerin errichtet.
Weltgeschichtlich bekannt wurde Cecilienhof als Ort der Potsdamer Konferenz vom 17. Juli bis 2. August 1945. Auf der Rasenfläche im Ehrenhof befindet sich seither ein fünfzackiger Sowjetstern aus roten Blumen, dessen Erstbepflanzung Gartenoberinspektor Paul Molske (1875–1947) auszuführen hatte.

## Geschichte

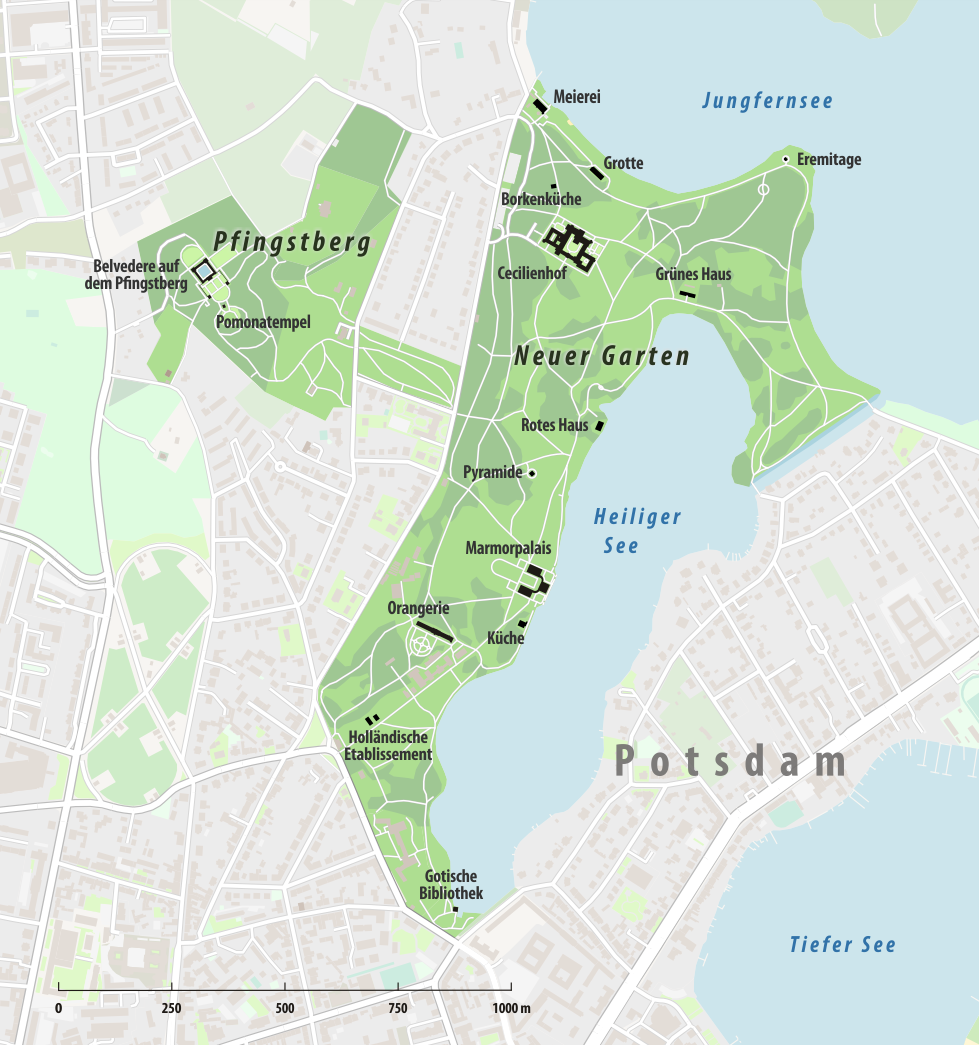
Schloss Cecilienhof liegt im nördlichen Teil des Neuen Gartens.

Kaiser Wilhelm II. ordnete 1912 an, Mittel für den Bau eines neuen Palais im Neuen Garten zur Verfügung zu stellen. Er hatte zuvor schon verschiedene Schlossprojekte verwirklichen lassen: die Rekonstruktion der Hohkönigsburg (1901–1908) an der französischen Grenze, die Renovierung der Ordensburg Marienburg (1896–1918) und nach deren Vorbild, nahe der Grenze zu Dänemark, die Errichtung der Marineschule Mürwik (1907–1910) für die Marine sowie den Neubau des Residenzschlosses Posen (1905–1913). Das Ministerium des Hauses Hohenzollern schloss mit den von Paul Schultze-Naumburg 1904 mitbegründeten Saalecker Werkstätten einen Vertrag für den Bau von Schloss Cecilienhof ab, in dem die Bausumme auf 1.498.000 Mark und die Fertigstellung auf den 1. Oktober 1915 festgelegt wurde. Im Mai 1913 legte Kronprinz Wilhelm den Grundstein für das Schloss, das ihm nach Fertigstellung als Residenz dienen sollte.
Der mit der Planung und Leitung beauftragte Architekt Paul Schultze-Naumburg entwarf nach den Wünschen des Kronprinzenpaars ein Gebäude im Stil englischer Landsitze, inspiriert durch den Cottage-Stil des Jagdschlosses Gelbensande der Eltern von Kronprinzessin Cecilie. Backstein und Fachwerkelemente aus dunkler Eiche dominieren die Außenfassaden. Außergewöhnlich sind die Schornsteine im Tudorstil, von denen keiner dem anderen gleicht. Die verschiedenen Gebäudeteile gruppieren sich um fünf Innenhöfe: den großen Ehrenhof in der Mitte, einen kleinen Gartenhof – den Prinzengarten – und drei Wirtschaftshöfe.
Da die Bauarbeiten nach dem Ausbruch des Ersten Weltkriegs gestoppt wurden, verzögerte sich der geplante Termin der Fertigstellung. Erst im August 1917 bezog Kronprinzessin Cecilie ihre bereits fertiggestellten Räume, in denen sie im September ihr sechstes Kind, Prinzessin Cecilie, zur Welt brachte. Am 1. Oktober 1917 war der Schlossneubau endgültig beendet. Nach der Abdankung des Kaisers 1918 erhielten Wilhelm und Cecilie das Schloss 1926 vom Staat als Privateigentum zurück. Bis zu seiner Flucht im Jahre 1945 bewohnte das Kronprinzenpaar Cecilienhof. Im September 1945 enteignete die sowjetische Besatzungsmacht die Familie Hohenzollern entschädigungslos. Dies hatte nach 1990 Auseinandersetzungen zwischen der öffentlichen Hand und der Hohenzollernfamilie um Rechtmäßigkeit und Umfang der Enteignung sowie entsprechende Rückgabe- bzw. Nutzungsforderungen zur Folge. Letztere dehnten sich im Jahr 2019 auf Cecilienhof aus.
Im März 2023 zog das Haus Hohenzollern alle seine Forderungen und erhobenen Ansprüche zurück.

## Im Innern

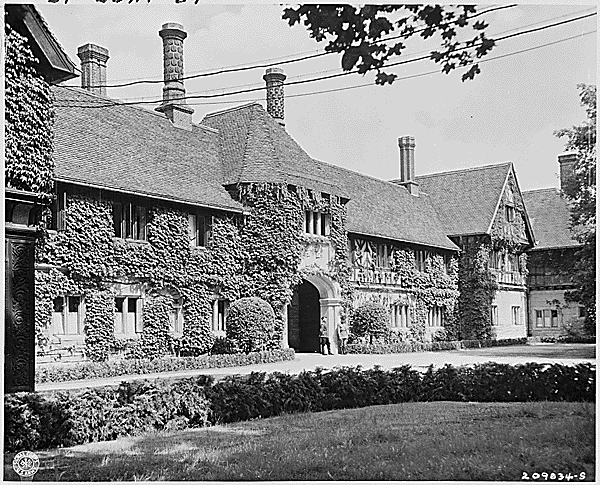
Cecilienhof im Juli 1945

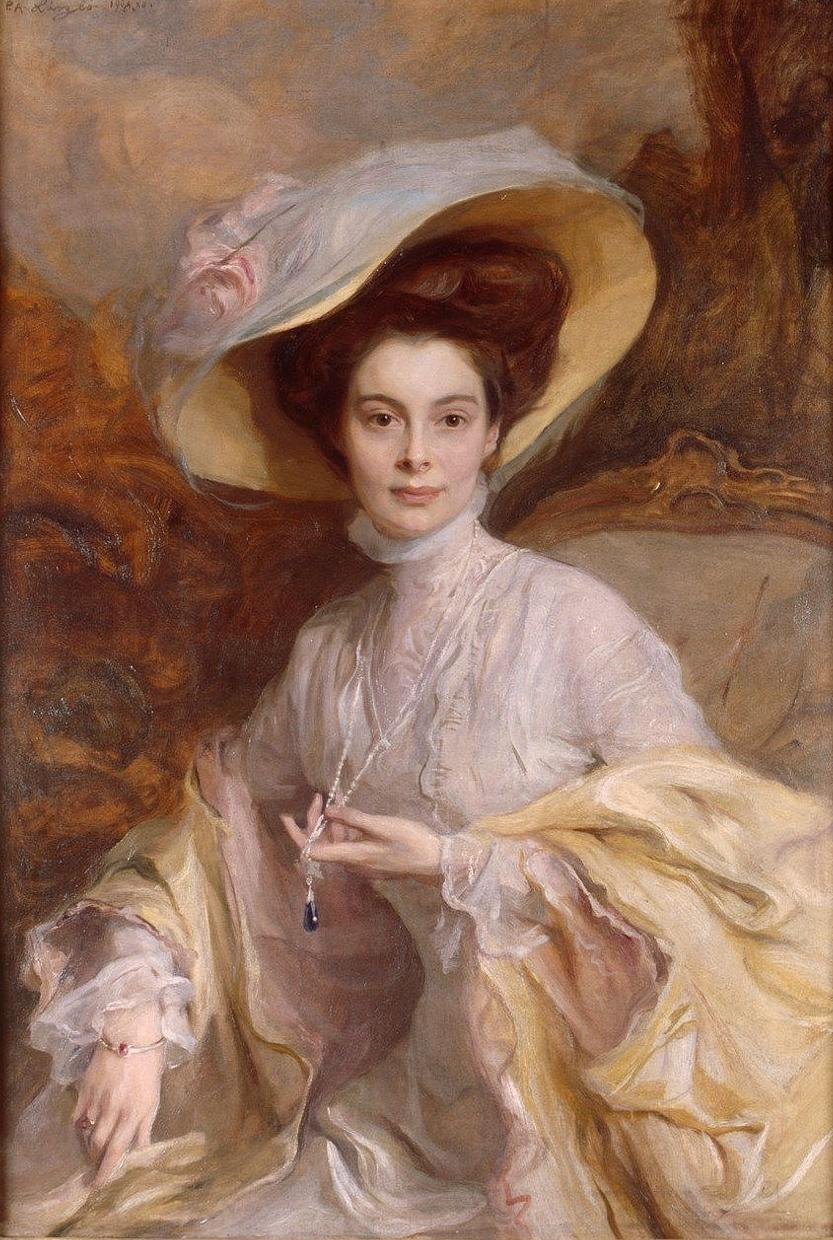
Kronprinzessin Cecilie von Preußen, Namensgeberin des Schlosses

Konferenztisch der alliierten Siegermächte Cecilienhof (1989)

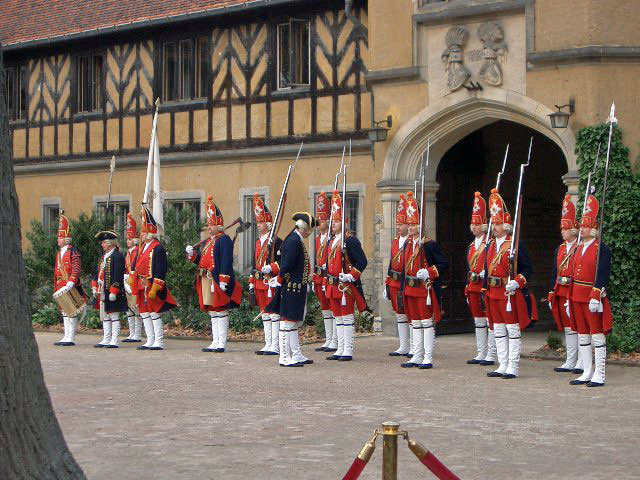
Lange Kerls anlässlich des Besuchs von Elisabeth II.

Durch die Gruppierung der 176 Zimmer um fünf Innenhöfe wurde die Größe des Schlosses kaschiert: der große Ehrenhof in der Mitte, ein kleiner Gartenhof, der Prinzenhof und Wirtschaftshöfe. Die repräsentativen Wohnräume befanden sich im Erdgeschoss des Mittelbaus, darüber über vier Treppen erreichbar die privaten Schlaf-, Ankleide- und Badezimmer. Schlichte Eleganz unter Verwendung edler Materialien zeichnete das Interieur aus und spiegelte die gehobene Wohnkultur des frühen 20. Jahrhunderts wider: Rauchsalon mit holzgetäfelter Decke, Bibliothek, Frühstückszimmer, Musiksalon und Schreibzimmer. Fast alle Privaträume wurden von Paul Ludwig Troost entworfen, der sich durch die Ausstattung von Passagierdampfern einen Namen machte. Besonders originell wirkt ein Raum, der auf Wunsch der Kronprinzessin Cecilie als Kajüte gestaltet und eingerichtet wurde. Das Mobiliar ist hier weitgehend erhalten, da es eingebaut ist.
Das gesamte Inventar wurde beim Verlassen des Schlosses Anfang 1945 von der Familie des Kronprinzen zurückgelassen und von den Sowjets wegen der Umgestaltung der Räume für die Konferenzteilnehmer in die Alte Meierei am Ufer des Jungfernsees gebracht. Dort wurde die Originalausstattung durch ein Feuer am 25. Juli 1945 zerstört. Die fehlende Einrichtung ist durch Einzelstücke im Stil der Zeit ersetzt worden. Um den Geschmack der jeweiligen Delegationsleiter zu treffen, wurden Möbel und Einrichtungsgegenstände aus nahegelegenen Schlössern durch Beauftragte des Rückwärtigen Dienstes der Sowjetarmee zusammengetragen. In Josef Stalins Eckzimmer wurden eine dunkle Ledercouch und ein wuchtiger Schreibtisch gebracht. Harry S. Trumans Zimmer wurde mit feinen klassizistischen Möbeln aus dem Marmorpalais ausgestattet. Winston Churchills Raum erhielt neogotische Möbel aus dem Schloss Babelsberg.
Den Mittelpunkt des Hauptgebäudes bildet die durch beide Geschosse gehende 26 Meter lange und 12 Meter hohe Große Halle. Sie diente ursprünglich als Wohnhalle und war mit bequemen Möbeln eingerichtet. Die Holzvertäfelung an den Wänden, die sichtbare Holzbalkenkonstruktion an der Decke und die große kassettierte Fensterfront sind charakteristisch für den englischen Landhausstil der Zeit. Die aus dunklem Eichenholz im Danziger Barock geschnitzte Treppe ist ein Geschenk der Stadt Danzig. Sie führte zu den Privaträumen des Kronprinzenpaars.
Während der Potsdamer Konferenz wurde die Wohnhalle zum Konferenzsaal umfunktioniert. Der runde Tisch mit einem Durchmesser von 3,05 Metern wurde eigens für die Verhandlung von der Moskauer Möbelfirma Lux hergestellt. An ihm saßen die Staats- und Regierungschefs der alliierten Siegermächte Truman (USA), Churchill beziehungsweise Clement Attlee (Großbritannien), Stalin (UdSSR) und weitere führende Mitglieder der drei Delegationen. Während der Konferenz gab Truman telefonisch den Befehl zum Atombombenabwurf über Hiroshima.

## Nachnutzung
Nach der Konferenz 1945 wurden Schloss und Park erstmals für die Öffentlichkeit zugänglich gemacht. Anfangs nutzte der Demokratische Frauenbund (DFD) das Schloss als ein Schulungszentrum. Im Westflügel wurde 1960 ein Hotel mit 42 Zimmern untergebracht, das die friedliche Revolution in der DDR überdauerte. Mit Ablauf des Jahres 2013 wurde der Hotelbetrieb wegen einer dringenden Renovierung des Gebäudes eingestellt. Neben der Gedenkstätte des Potsdamer Abkommens können die ehemaligen Wohnräume des Kronprinzenpaares besichtigt werden.
Schloss Cecilienhof wurde 1990 mit den Schlössern und Parks von Potsdam-Sanssouci und Berlin (Glienicke und Pfaueninsel) als Weltkulturerbe unter den Schutz der UNESCO gestellt und steht unter der Verwaltung der Stiftung Preußische Schlösser und Gärten Berlin-Brandenburg. Gelegentlich benutzt die Landesregierung Brandenburg das Schloss für Empfänge. Im November 2004 kam Königin Elisabeth II. zu Besuch und am 30. Mai 2007 trafen sich hier die Außenminister der G8.
Von 2014 bis 2018 wurden Dach und Fassade für knapp 10 Millionen Euro saniert, zudem wurden die Außenanlagen nach historischem Vorbild wiederhergestellt. Für das Frühjahr 2019 war die Suche nach einem neuen Betreiber des Hotels angekündigt, vor der Neueröffnung des Hotelbetriebes sollten außerdem noch umfangreiche Sanierungen im Innern des Schlosses stattfinden.